# Luna (pomme)
Pour les articles homonymes, voir Luna.
Luna est un cultivar de pommier domestique.

## Origine
Europe, Tchéquie.
Obtenue en 1993 par Jaroslav Tupy, Institut de botanique expérimentale, Prague.

## Description
- Calibre : moyen à gros[2],[3].
- Pelure : jaune clair.

## Parenté
Croisement naturel: Topaz x Golden Delicious

## Pollinisation
- Variété diploïde [4]
- Groupe de floraison: C

## Maladies
Résistance génétique aux races communes de tavelure (Vf)

## Culture
La résistance de ce cultivar aux races communes de tavelure le prédispose à une culture avec peu ou pas de fongicides, comme dans les petits jardins familiaux.
Conservation : au fruitier, jusque fin mars